# Giovanni Pazzaglia
Giovanni Pazzaglia (Montemonaco, 27 settembre 1908 – Arbì Gherbià, 10 settembre 1937) è stato un militare italiano, carabiniere dell'Arma dei Carabinieri insignito di medaglia d'oro al valor militare alla memoria.